# Osredek pri Krmelju
Osredek pri Krmelju je naselje v Občini Sevnica.